# Ryszard Oborski
Ryszard Oborski, född den 2 maj 1952 i Poznań, Polen, är en polsk kanotist.
Han tog bland annat VM-guld i K-1 200 meter i samband med sprintvärldsmästerskapen i kanotsport 2011 i Szeged.